# Chad Michael Collins
Chad Michael Collins (* 22. September 1979 in Albany, Albany County, New York) ist ein US-amerikanischer Schauspieler, Filmproduzent und Synchronsprecher.

## Leben
Collins wurde am 22. September 1979 in Albany geboren. Noch während seiner Collegezeit erhielt er ein Stellenangebot in der Unterhaltungs-PR in Los Angeles. Daher zog er nach seinem Abschluss dorthin und übernimmt dort Tätigkeiten, wenn er sich nicht in Dreharbeiten befindet. Ab Mitte der 2000er Jahre folgten erste Episodenrollen in Serien und Nebenrollen in Filmproduktionen. 2007 erhielt er in dem B-Movie Lake Placid 2 die Rolle des Scott Riley. 2011 verkörperte er die Rolle des Brandon Beckett in Sniper – Reloaded und stellte damit neben Billy Zane einen der Hauptrollen dar. 2013 war er neben Tom Sizemore und Vinnie Jones in der Rolle des Nathaniel „Nate“ Burrows, Jr. in Company of Heroes zu sehen. 2014 schlüpfte er in Sniper: Legacy erneut in die Rolle des Brandon Beckett. 2016 folgte der dritte Teil der Reihe Sniper: Ghost Shooter. Im selben Jahr wirkte er außerdem als John Collins in der Fernsehserie Freakish mit. 2017 folgte mit Sniper: Homeland Security erneut die Rolle des Brandon Beckett, außerdem stellte er in zehn Episoden der Fernsehserie Extinct die Rolle des Ezra dar. Zuletzt war er 2020 in Sniper: Assassin’s End zu sehen.

## Filmografie (Auswahl)

### Schauspiel
- 2005: Schuldig oder nicht schuldig (Guilty or Innocent?, Fernsehserie, Episode 1x11)
- 2005: Legion of the Dead
- 2006: The Christmas Card (Fernsehfilm)
- 2007: Lake Placid 2 (Fernsehfilm)
- 2008: Rock Monster (Fernsehfilm)
- 2008–2009: Greek (Fernsehserie, 2 Episoden, verschiedene Rollen)
- 2009: Fear Asylum
- 2010: CSI: NY (Fernsehserie, Episode 7x03)
- 2011: Navy CIS (NCIS, Fernsehserie, Episode 8x12)
- 2011: CSI: Miami (Fernsehserie, Episode 9x19)
- 2011: Sniper – Reloaded (Sniper: Reloaded)
- 2011: 90210 (Fernsehserie, 2 Episoden)
- 2011: Enlightened – Erleuchtung mit Hindernissen (Enlightened, Fernsehserie, Episode 1x04)
- 2011: Liebe trotzt dem Sturm (Love's Christmas Journey, Fernsehfilm)
- 2012: Ringer (Fernsehserie, Episode 1x16)
- 2012: 2 Broke Girls (Fernsehserie, Episode 1x19)
- 2012: Major Crimes (Fernsehserie, Episode 1x01)
- 2012: Last Resort (Fernsehserie, 2 Episoden)
- 2013: Once Upon a Time – Es war einmal … (Once Upon a Time, Fernsehserie, Episode 2x12)
- 2013: Company of Heroes
- 2013: RockBarnes: The Emperor in You
- 2014: Blue Bloods – Crime Scene New York (Blue Bloods, Fernsehserie, Episode 4x13)
- 2014: CSI: Vegas (Fernsehserie, Episode 14x21)
- 2014: Sunken City
- 2014: Sniper: Legacy
- 2014: Castle (Fernsehserie, Episode 7x03)
- 2014: Bones – Die Knochenjägerin (Bones, Fernsehserie, Episode 1x04)
- 2014: The Haircut (Kurzfilm)
- 2014: Chasing Denzel (Kurzfilm)
- 2015: Navy CIS: New Orleans (NCIS: New Orleans, Fernsehserie, Episode 2x03)
- 2016: Sniper: Ghost Shooter
- 2016: Freakish (Fernsehserie, 3 Episoden)
- 2017: Sniper: Homeland Security (Sniper: Ultimate Kill)
- 2017: Extinct (Fernsehserie, 10 Episoden)
- 2017: Take Care, Brother (Kurzfilm)
- 2018: Home Invaders (Fernsehfilm)
- 2018: MAMBA
- 2018: Shooter (Fernsehserie, Episode 3x08)
- 2018: Spatium Sororibus (Kurzfilm)
- 2018: Protest (Kurzfilm)
- 2018: Christmas Cupid’s Arrow (Fernsehfilm)
- 2018: Sisters in Crime (Fernsehfilm)
- 2019: MacGyver (Fernsehserie, Episode 3x16)
- 2019: Howlers
- 2019: Creepshow (Fernsehserie, Episode 1x06)
- 2019: The Christmas Cabin
- 2020: Sniper: Assassin’s End
- 2022: Assailant
- 2022: Sniper: Rogue Mission
- 2023: One Year Off
- 2023: Sniper: G.R.I.T. (Sniper: G.R.I.T. – Global Response & Intelligence Team)

### Produktion
- 2019: Howlers

## Synchronisation (Auswahl)
- 2017: Hidden Agenda (Videospiel)
- 2019: Call of Duty: Mobile (Videospiel)
- 2019: Call of Duty: Modern Warfare (Videospiel)